# NGC 1230
NGC 1230 (również PGC 11743) – galaktyka soczewkowata (S0), znajdująca się w gwiazdozbiorze Erydanu. Odkrył ją w 1886 roku Francis Leavenworth. Wraz z galaktykami NGC 1228, NGC 1229 i IC 1892 została skatalogowana jako Arp 332 w Atlasie Osobliwych Galaktyk.